# Proposal Daisakusen
Proposal Daisakusen (Operation Love) (プロポーズ大作戦, Puropōzu Daisakusen)
és una sèrie drama japonesa que va ser emesa en Fuji TV. La sèrie comença a emetre's el 16 d'abril del 2007 i va acabar amb 11 episodis el 24 de juny del 2007. Un especial (SP) se va emetre el 25 de març del 2008.

## Resum
Ken Iwase és a la cerimònia de casament de la seua amiga Rei Yoshida. Això no obstant, ell de fet encara l'estima i lamenta no haver confessat els seus sentiments cap a ella. Una fada li permet viatjar en el temps i intentar-ho una vegada més per aconseguir arribar al cor de Rei.